# Varone (Fluss)
Der Varone ist ein Torrente (Sturzbach) in der Provinz Trient in Oberitalien, der in Riva del Garda in den Gardasee mündet. Im Oberlauf trägt er den Namen Magnone.

## Geographie

### Geologie
Das Einzugsgebiet besteht aus Kalkstein sowie Dolomit und ist durch verschiedene Ablagerungen insbesondere fluvioglazialen Ursprungs gekennzeichnet. Letztere lösten sich in der Vergangenheit immer wieder und führten zu Erd- und sogar Hangrutschen, die zur Bildung des Tennosees führten. Bei starken Regenfällen werden daher Sedimente und Lockergesteine in das Bachbett gespült, die durch entsprechende Verbauungen aufgehalten werden sollen. In der Vergangenheit schüttete der Varone im Unterlauf Schwemmkegel auf, auf dem der Ort Varone entstand. Die mitgeführten Sedimente waren aber auch für die Aufstockung des Bachbetts verantwortlich, das im Stadtgebiet von Riva stellenweise bis zu 7 m über dem angrenzenden Gebiet liegt.

### Verlauf
Der Bach entspringt unter dem Namen Magnone westlich des Tennosees auf einer Höhe von 2138 m s.l.m. unterhalb des zu den Gardaseebergen gehörenden Corno di Pichea im Gemeindegebiet von Tenno. Er bildet sich aus mehreren Rinnsalen, deren Abfluss stark von Niederschlägen abhängig ist und die deshalb die meiste Zeit über trocken liegen. Nur während der Schneeschmelze und in den niederschlagsreichen Monaten im Frühjahr und Herbst führen diese Wasser. Im weiteren Verlauf fließt er zunächst zum Großteil unter der Oberfläche in östlicher Richtung durch das Val Magnone, bevor er bei Ville del Monte eine südliche Richtung einschlägt. Hier nimmt er auch das Sickerwasser des Tennosees, was sich vor allem am deutlich gestiegenen Abfluss bemerkbar macht. Im weiteren Verlauf fließt er durch das untere Val Magnone, das fluvioglazialen Ursprungs ist und das der Magnone im Laufe der Zeit ausgewaschen hat. Die Orte Ville del Monte und Tenno auf der orographisch linken und Pranzo auf der rechten Talseite liegen dabei über dem Bachbett auf zum Teil terrassenartigen Hängen. Auf der Höhe von Tenno stürzt er über eine Gletscherstufe in eine fast 100 m tiefe und 70 m lange Klamm und bildet dabei die Cascate del Varone (dt.: Wasserfälle des Varone). Ab hier durchfließt er bis zu seiner Mündung das Gemeindegebiet von Riva del Garda und wechselt dabei seinen Namen in Varone. Im Unterlauf ist das Bachbett des Varone bis kurz vor seiner Mündung bei der Punta Lido in den Gardasee verbaut. An zwei Stellen überbrückt das zum Teil vollkommen ausbetonierte Bachbett sogar zwei Straßen im Stadtgebiet von Riva.

## Nutzung
Das Wasser des Varone wurde seit Alters her für verschiedene Zwecke genutzt. Bereits am Oberlauf entstanden in der Vergangenheit im Val Margone mehrere Mühlen, wovon noch einige Flurnamen zeugen. In größerem Umfang wurde er jedoch im Unterlauf genutzt. So zweigt kurz nach den Wasserfällen im Stadtteil Varone ein Kanal, der sogenannte Varoncello ab, der ursprünglich als Bewässerungskanal angelegt worden war. Bereits im 15. Jahrhundert gab es am Lauf des Varoncello Getreide-, Papiermühlen, Schmieden und Sägewerke. Zwischen dem 18. und 19. Jahrhundert kamen Seidenspinnereien, Olivenmühlen sowie Seifen- und eine Papierfabrik hinzu.
Anfang der 1870er Jahre wurde mit der zunehmenden Bedeutung des Tourismus auch die Varone Klamm mit den Wasserfällen von Pietro Bozzoni zugänglich gemacht. Bereits 1875 konnten die Besucher auf Laufstegen die Klamm bis zu den Wasserfällen begehen.
Die seit dem 17. Jahrhundert in Varone mit der Papierherstellung zu Wohlstand gekommene Familie Bozzoni war es auch, die 1909 ein Wasserkraftwerk am Ende der Klamm in Betrieb nahm, welches den Höhenunterschied von 98 m der Geländestufe ausnutzte. Das am Ende der Klamm errichtete Maschinenhaus für das die Andritz AG in Graz die Maschinen lieferte, ist nach wie vor in Betrieb und versorgt die darunterliegende seit 1938 zur Fedrigoni-Gruppe gehörende Papierfabrik mit Strom. Um die Wasserzufuhr der Wasserfälle nicht zu stark zu beeinträchtigen, wurde die Wasserentnahme für das Kleinkraftwerk reguliert.
Ein weiteres von der Gemeinde Tenno im Val Magnone geplantes Kleinkraftwerk ist bislang nicht über das Planungsstadium hinausgekommen.

## Ökologie
Das Wasserschutzamt der Autonomen Provinz Trient betreibt am Lauf des Varone zwei Kontrollstationen. Eine direkt unterhalb der Varone Wasserfälle und eine zweite etwa 2 Kilometer unterhalb der ersten. Im Beobachtungszeitraum 2010 bis 2016 wurde der ökologische Zustand an der ersten Kontrollstation als gut und an der zweiten als mäßig eingestuft. Als kritische Punkte werden im Gemeindegebiet von Riva del Garda der Zulauf
von geklärten Abwässern zweier Industrieanlagen sowie die starke Verbauung des Bachbetts angesehen.
Eine Ende der 1990er Jahre durchgeführten Studie, die auf zwölf Monate ausgelegt war und Daten von insgesamt sieben Kontrollpunkten sammelte, lieferte noch differenzierte Ergebnisse. Zusammenfassend ergab diese Studie, dass es in der Wasserqualität und am ökologischen Zustand zwischen Ober- und Unterlauf deutliche Unterschiede gibt. Während die Situation am Oberlauf trotz Wildbachverbauungen, die bereits seit der napoleonischen Epoche dokumentiert sind, als gut bezeichnet werden kann, ist der Unterlauf durch menschliche Eingriffe stark kompromittiert. Dazu tragen der Zufluss von geklärten Industrieabwässern sowie die Wasserentnahme für Bewässerungszwecke bei. Die starke Verbauung verhindert zudem natürliche Reinigungseffekte. Die geringe Abflussmenge und fehlende Zuflüsse verstärken noch die bereits genannten kritischen Punkte.

## Bilder

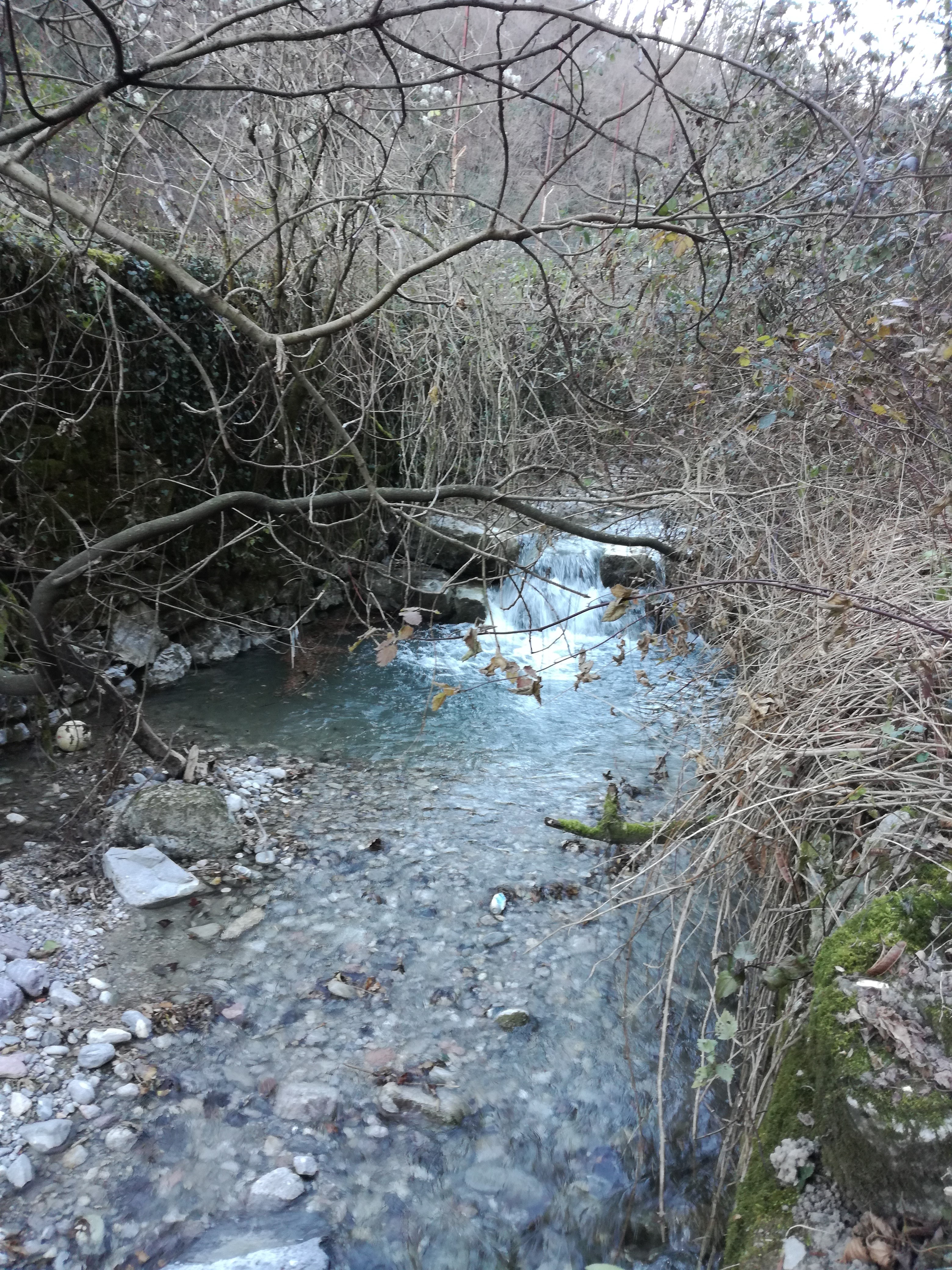
Magnone bei Tenno
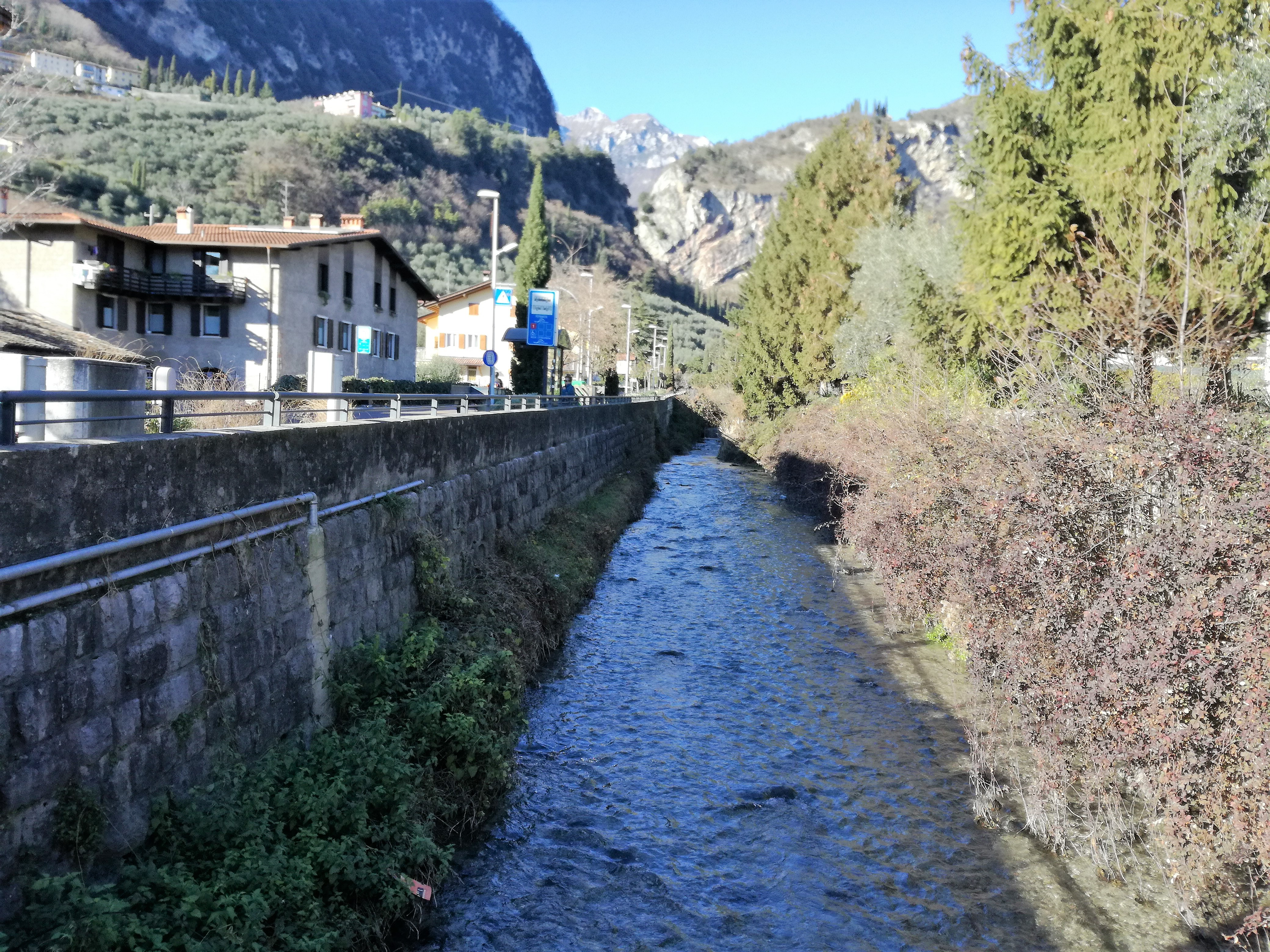
Der Varone im gleichnamigen Stadtteil Varone
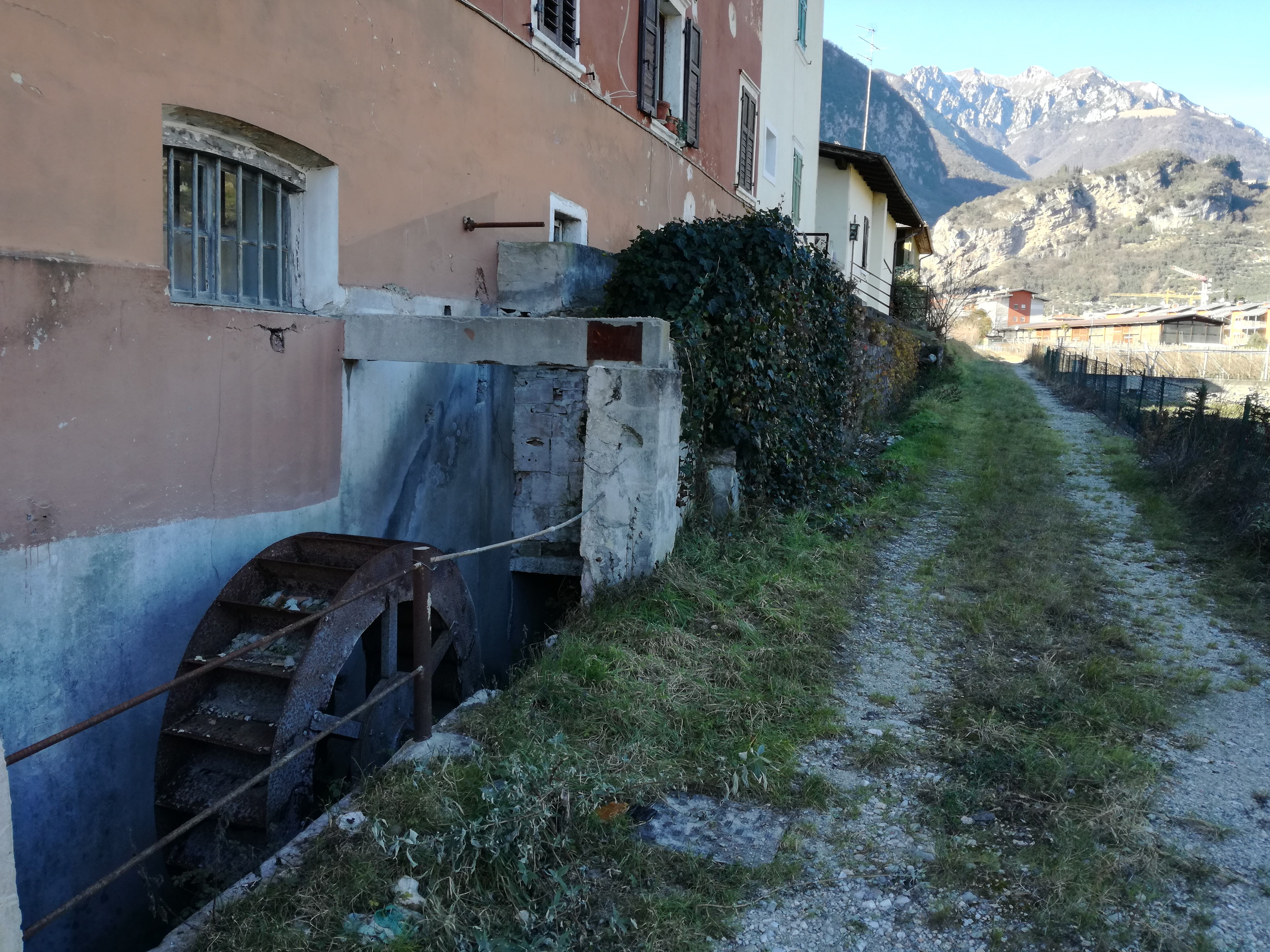
Altes Mühlrad am Varoncello
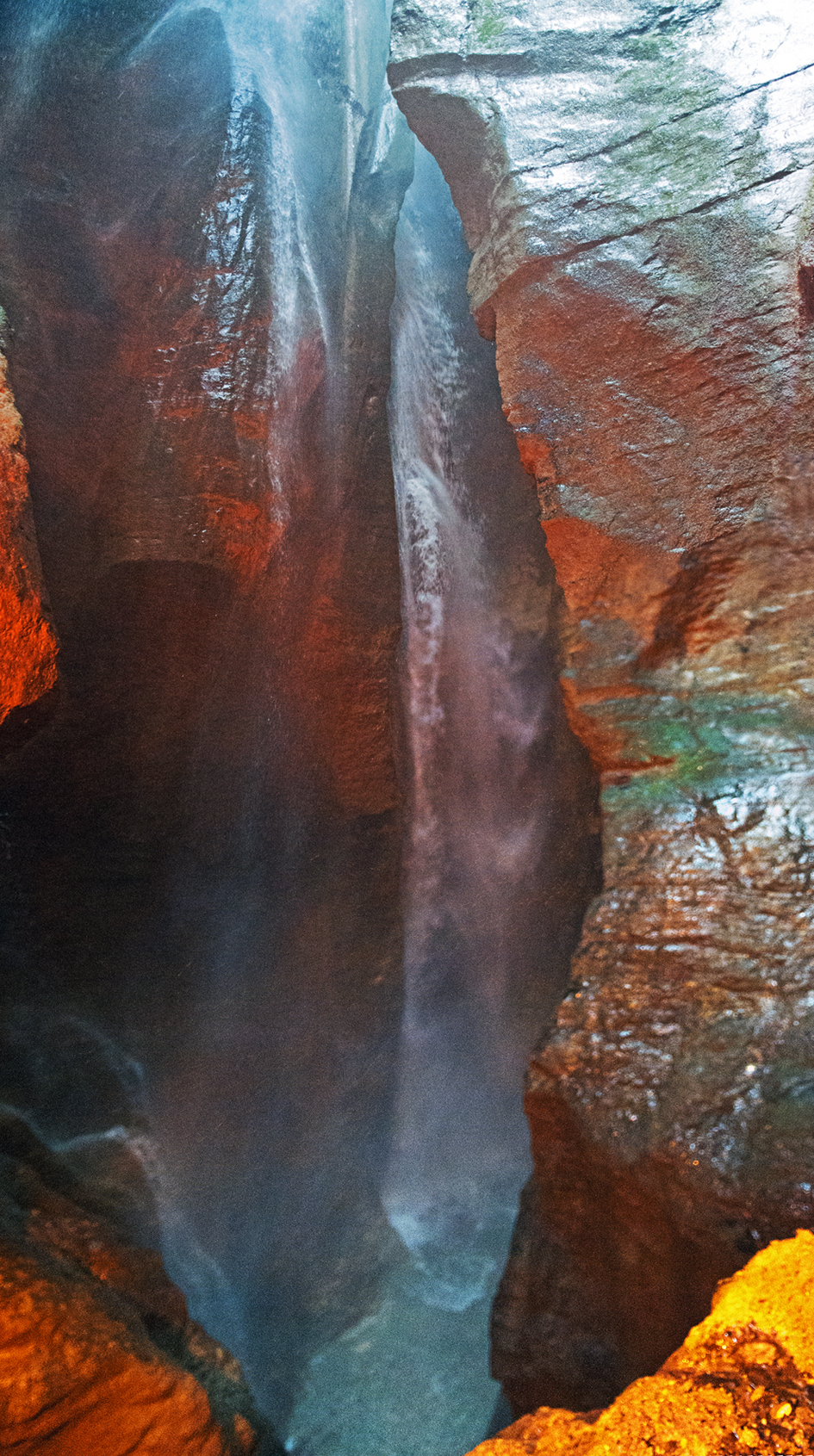
Varone-Klamm
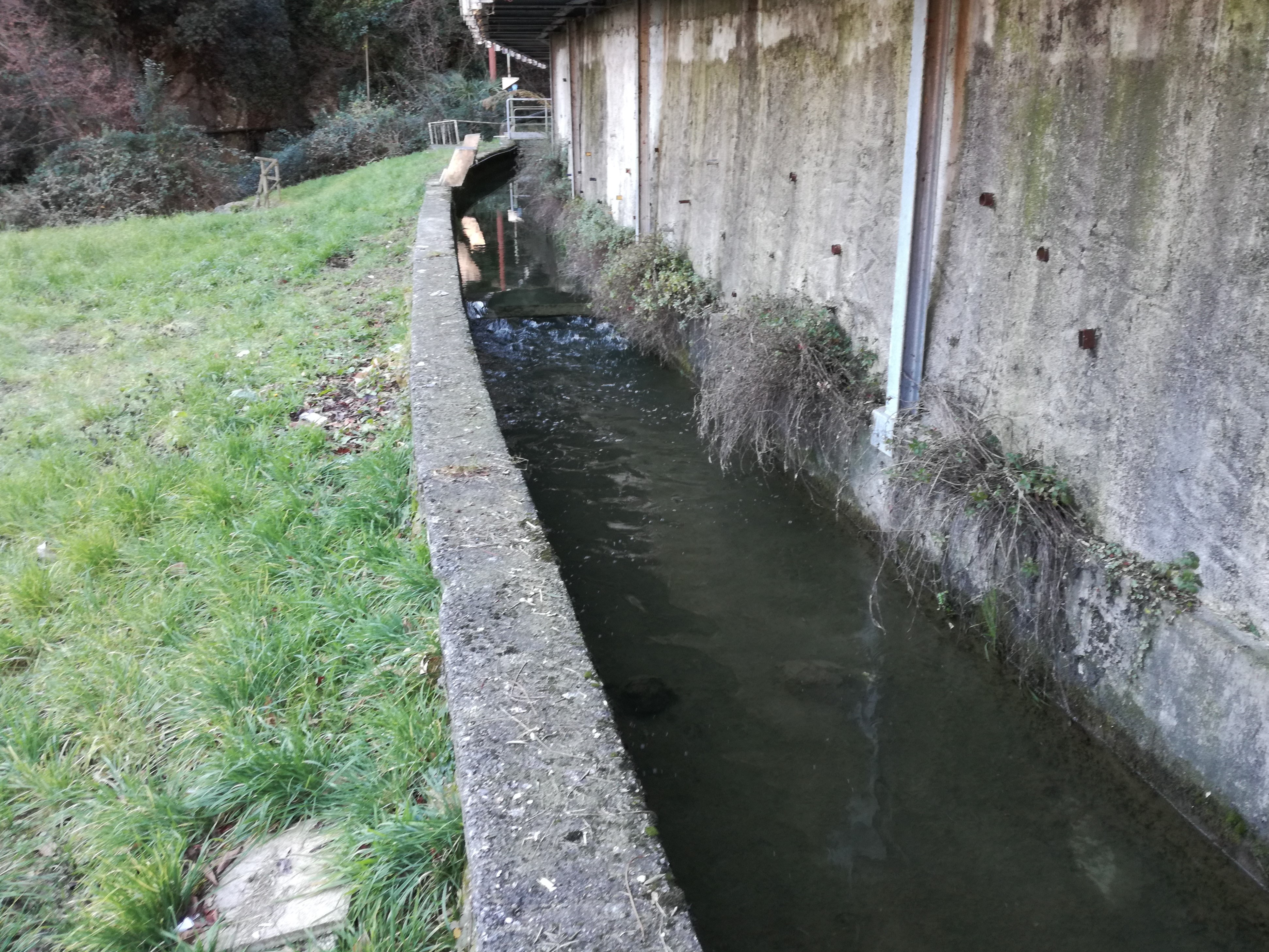
Varoncello-Kanal unterhalb der Varone-Klamm
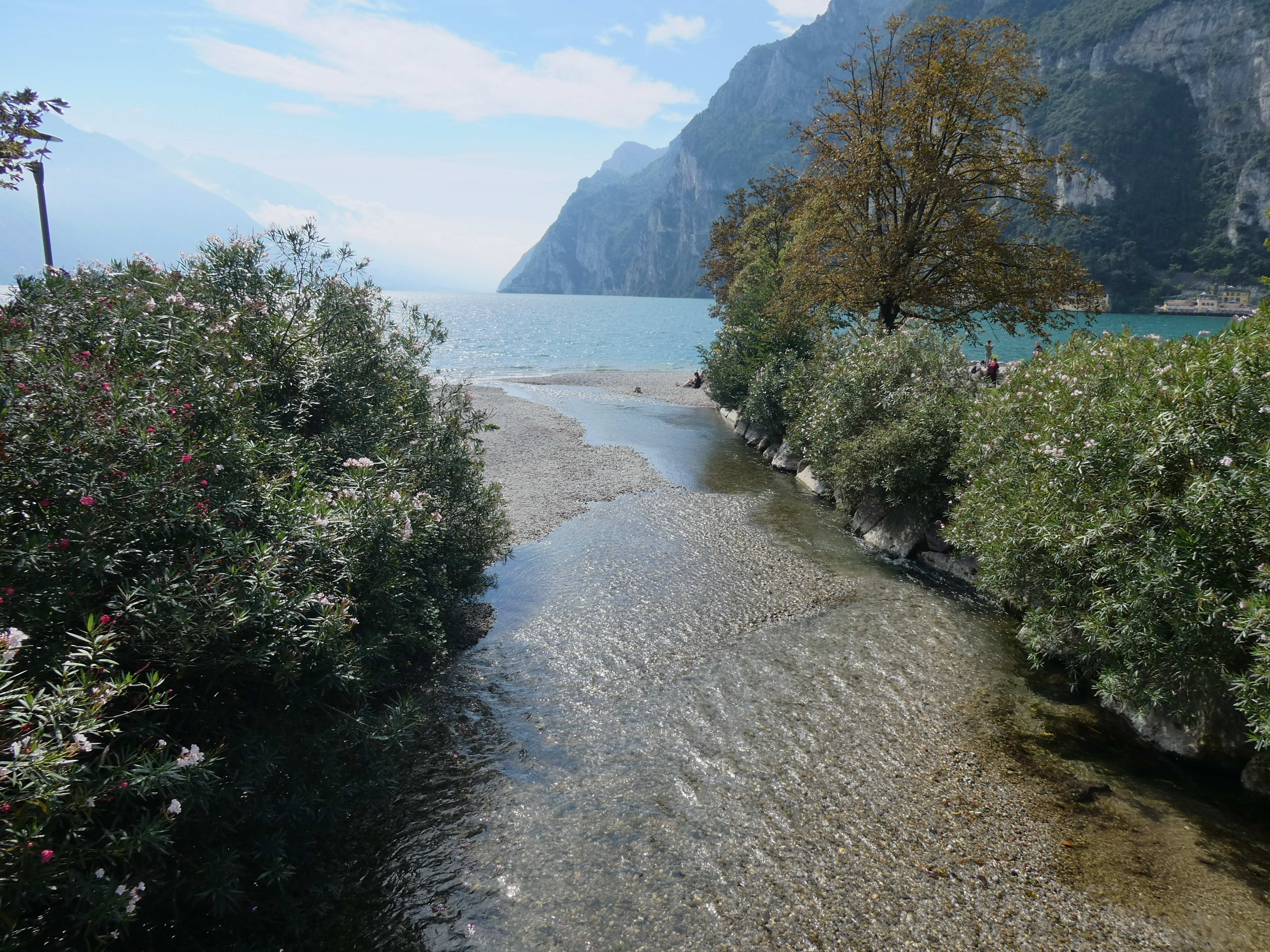
Mündung in den Gardasee